# The Navigator Company
The Navigator Company (раніше  Portucel Soporcel Group) - португальська компанія целюлозно-паперової промисловості.
Виробничі потужності The Navigator Company становлять 1,6 млн тонн паперу та 1,4 млн тонн целюлози, з 1 380 км2 лісу та річним оборотом понад 1,5 млрд євро. Компанія використовує евкаліпт як основну сировину для виробництва деревної маси, а також тонкого друкарського паперу. Portucel є найбільшим в Європі виробником відбіленого евкаліптового крафт-паперу. Він також входить до п'ятірки найбільших європейських виробників некрейдованого паперу без покриття.
The Navigator Company, акції якої котируються на біржі Euronext Lisbon, контролюється промисловим конгломератом Semapa, який володіє майже 70% її акцій.
В рамках значних інвестицій у розширення та інтернаціоналізацію своєї виробничої діяльності Portucel Soporcel Group прийняла рішення змінити свій корпоративний бренд на The Navigator Company.

## Діяльність
Виробнича структура групи базується на трьох виробництвах, розташованих у Сетубалі, Фігейра-да-Фош та Касії.
The Navigator Company відповідає за лісові активи в Португалії, загальна площа яких становить близько 120 тисяч гектарів. Управління цими землями здійснюється відповідно до принципів, викладених у Політиці ведення лісового господарства групи. Евкаліпт, а точніше вид Eucalyptus globulus, який на світовому рівні вважається ідеальним джерелом волокна для виробництва високоякісного паперу, займає 74% цієї площі.  Компанія має добре обладнану приватну пожежну службу для запобігання пожежам у своїх лісах.
Окрім своїх лісових активів та заводів у Португалії, The Navigator Company (тоді Portucel) з 2010 року розвиває лісогосподарські та промислові проекти за кордоном. Вона вивчала великі лісові та промислові інвестиції в декілька країн, та обрала Мозамбік.